# PPSSPP
PPSSPP (acrónimo de PlayStation Portable Simulator Suitable for Playing Portably) es un software libre y emulador de PSP de código abierto para Windows, macOS, Linux, iOS, Android, Wii U, Nintendo Switch, BlackBerry 10, MeeGo, Pandora, Xbox Series X y Series S y Symbian, centrado en la velocidad y la portabilidad. Fue lanzado al público el 1 de noviembre de 2012, con licencia GNU GPLv2 o posterior.
El proyecto fue creado por Henrik Rydgård, uno de los cofundadores del emulador Dolphin.

## Portabilidad
Desde su inicio, PPSSPP se enfocó en la portabilidad con soporte para múltiples sistemas operativos y procesadores. Inicialmente, solo era compatible con Microsoft Windows y Android para computadoras y dispositivos móviles, respectivamente, pero se amplió para usarse en Symbian, Blackberry 10, OS X, computadoras con Linux, iOS, e incluso Nintendo Switch. El código fuente también admite de manera no oficial una amplia variedad de sistemas operativos y plataformas, incluyendo pero no limitado a Raspberry Pi, Loongson, Maemo, Meego Harmattan y Pandora. Hubo una etapa con un port para Xbox 360, pero fue abandonado y su código fuente reutilizado en los demás sistemas y plataformas, ofreciendo soporte a CPUs con big-endian y tarjetas que solo son compatibles con DirectX, debido a que no todos las computadoras cuentan con OpenGL v2. También hubo una versión para Windows Phone la cual ya no tiene mantenimiento.

## Compatibilidad
En 2023, se podían jugar 1006 juegos, mientras 69 juegos más se cargaban en algún cuadro del estado del juego. 4 juegos solo podían acceder al menú principal o a la secuencia de introducción.
También es compatible con homebrews y demos, así como ports oficiales y no oficiales de videojuegos de PlayStation.
El emulador es compatible con videojuegos multijugador en línea y local, y es posible jugar cientos de juegos con el uso en conjunto con la aplicación Zero Tier One. 